# Silvia Tea Spinelli
Silvia Tea Spinelli (Bari, 1970. október 29. –) olasz női nemzetközi labdarúgó-játékvezető. Polgári foglalkozása ügyvéd, végrehajtó.

## Pályafutása
Játékvezetésből 1991-ben Bariban vizsgázott. Az FIGC Játékvezető Bizottságnak (JB) minősítésével, az első olasz nők között, 2002-ben lett országos játékvezető. Pályafutása alatt játékvezetőként vagy 4. (tartalék) bíróként működött az Lega Pro Seconda Divisione, a
Lega Pro Prima Divisione, a Serie B, valamint a Serie A bajnokságokban. A nemzeti női labdarúgó bajnokságban kiemelkedően foglalkoztatott bíró. A nemzeti játékvezetéstől 2014-ben egy lábsérülés miatt visszavonult.
Az Olasz labdarúgó-szövetség JB terjesztette fel nemzetközi játékvezetőnek, a Nemzetközi Labdarúgó-szövetség (FIFA) 2003-tól tartotta nyilván női bírói keretében. A FIFA JB központi nyelvei közül az angolt beszéli. Az UEFA JB 2011-től a legjobb 17 európai női elit játékvezető között foglalkoztatta. Több nemzetek közötti válogatott (Női labdarúgó-világbajnokság, Női labdarúgó-Európa-bajnokság), valamint UEFA Női Bajnokok Ligája klubmérkőzést vezetett, vagy működő társának 4. bíróként segített. A  nemzetközi játékvezetéstől 2014-ben búcsúzott. Nemzetközi mérkőzéseinek száma: 75.
A 2012-es U20-as női labdarúgó-világbajnokságon a FIFA JB hivatalnokként alkalmazta.
| Időpont             | Helyszín                       | Mérkőzés típusa              | Mérkőzés                     | Eredmény | Nézők száma |
| ------------------- | ------------------------------ | ---------------------------- | ---------------------------- | -------- | ----------- |
| 2012. augusztus 22. | Mijagi Stadion, Rifu           | csoportmérkőzés (A. csoport) | Japán–Új-Zéland              | 2 – 2    | 9061        |
| 2012. augusztus 31. | Urawa Komaba Stadion, Szaitama | egyik negyeddöntő            | Észak-Korea–Egyesült Államok | 1 – 2    | 6284        |

A 2007-es női labdarúgó-világbajnokságon, valamint a 2011-es női labdarúgó-világbajnokságon a FIFA JB játékvezetőként foglalkoztatta. Selejtező mérkőzéseket az UEFA zónában irányított. 
| Időpont              | Helyszín                             | Mérkőzés típusa                     | Mérkőzés                     | Eredmény |
| -------------------- | ------------------------------------ | ----------------------------------- | ---------------------------- | -------- |
| 2005. szeptember 25. | McDiarmid Park, Perth                | (2007 vb) előselejtező (4. csoport) | Skócia–Írország              | 0 – 0    |
| 2006. május 14.      | Matija Grubec Stadion, Krško         | (2007 vb) előselejtező (6. csoport) | Szlovénia–Horvátország       | 3 – 0    |
| 2009. szeptember 19. | Nemzeti Stadion, Ta’ Qali            | előselejtező (5. csoport)           | Málta–Spanyolország          | 0 – 13   |
| 2010. március 27.    | Libération Stadion, Boulogne-sur-Mer | előselejtező (1. csoport)           | Franciaország–Észak-Írország | 6 – 0    |

A 2004-es U19-es női labdarúgó-Európa-bajnokságon, valamint a 2005-ös U19-es női labdarúgó-Európa-bajnokságon az UEFA JB bíróként alkalmazta. 2004-ben 4. (tartalék) bíróként tevékenykedett. 2005-ben a nyitómérkőzéssel kezdett. Sir Stanley Rous:"Már az a játékvezető is megtisztelve érezheti magát, aki a nagy világverseny első mérkőzését dirigálhatja. Egy nagy színjáték prológusaként irányt szabhat a többi kollégájának".
| Időpont          | Helyszín                               | Mérkőzés típusa              | Mérkőzés                                                                    | Eredmény |
| ---------------- | -------------------------------------- | ---------------------------- | --------------------------------------------------------------------------- | -------- |
| 2005. július 20. | Széchényi utcai Stadion, Bük           | csoportmérkőzés (A. csoport) | Magyarország–Németország                                                    | 0 – 2    |
| 2005. július 25. | Novák Mihály utcai Stadion, Andráshida | csoportmérkőzés (B. csoport) | Oroszország–Skócia                                                          | 5 – 0    |
| 2005. július 28. | ZTE Aréna, Zalaegerszeg                | egyik elődöntő               | Német U19-es női labdarúgó-válogatott–Orosz U19-es női labdarúgó-válogatott | 1 – 3    |

A 2013-as női labdarúgó-Európa-bajnokságon az UEFA JB játékvezetőként foglalkoztatta.
| Időpont              | Helyszín                  | Mérkőzés típusa                     | Mérkőzés                                 | Eredmény | Nézők száma |
| -------------------- | ------------------------- | ----------------------------------- | ---------------------------------------- | -------- | ----------- |
| 2011. szeptember 17. | Impuls Stadion, Augsburg  | (2013 eb) előselejtező (2. csoport) | Németország–Svájc                        | 4 – 1    | 6 632       |
| 2013. július 11.     | Myresjöhus Stadion, Växjö | csoportmérkőzés (B. csoport)        | Német női labdarúgó-válogatott–Hollandia | 0 – 0    | 8861        |